# Lanová dráha na Špilberk
 Pozemní lanová dráha na Špilberk je uvažovaná dopravní stavba v Brně, záměr diskutovaný zejména od roku 2009.

## Historie záměru
S prvním návrhem postavit na Špilberk lanovku přišel bývalý brněnský primátor a zakladatel občanského sdružení Více pro Brno Richard Svoboda.
Většina zpráv nespecifikuje, o jaký druh lanovky by mělo jít. Podle článku z března 2009 má jít o kolejovou dráhu za asi 80 milionů Kč (v případě varianty s jedním vozem) či 90 milionů (s dvěma vozy a výhybnou). Studii dráhy objednalo sdružení Více pro Brno, za které mluvil senátor Richard Svoboda. Autorem studie byl architekt Zdeněk Müller. 7. dubna 2009 ji sdružení mělo představit zastupitelstvu města. V jedné zprávě se objevila zmínka, že se do lanovky má vejít 50 lidí. Podle článku iDNES.cz z roku 2012 je hotova ideová studie, podle které by parkem sousedícím s Husovou a Údolní ulicí vedla ozubnicová dráha. Primátor Roman Onderka uvedl, že zamýšlené architektonické řešení je citlivé a vizuálně nenarušuje hrad. Müllerova studie navrhuje též další způsoby dopravního zpřístupnění Špilberku: propojení hradu s podzemními prostory, které ústí v Husově ulici, výtahem umístěným ve studni na druhém hradním nádvoří, dále krytý pojízdný chodník z Obilního trhu k západní bráně Špilberku, a lávku nad Úvozem od Starého Brna a Výstaviště (navazující na ulici Vinařskou) k západní části hradu. Z uvedených námětů ale jako nejvhodnější vybrala projekt pozemní lanové dráhy.
Předseda opoziční brněnské ODS Leo Venclík se k návrhu vyjádřil, že vzhledem ke krizi ty peníze v rozpočtu zatím vůbec nevidí, a kdyby tam byly, tak město potřebuje investovat do mateřských a základních škol a do oprav chodníků, což jsou věci pro lidi potřebnější než dráha na Špilberk.
9. února 2010 schválila Rada města Brna smlouvu se společností PPP Centrum o vypracování projektu lanové dráhy. Dodavatel měl projekt za 199 či 200 tisíc Kč dodat do dvou měsíců. Cílem koncesního projektu mělo být prokázat výhodnost lanové dráhy pro Brno a posoudit možnosti jejího financování. Cílem lanovky podle primátora Romana Onderky je přilákat na hrad co nejvíce turistů a zpřístupnit jej i starším a hendikepovaným obyvatelům Brna.
Původně se uvažovalo o lanovce s nástupním místem v Husově ulici, přímo v centru Brna, odkud by po východním úbočí překročila už opravenou část parku a celkem osm cest, proti čemuž se staví památkáři. Nástupní stanice, takzvaná Turnhala, měla být v Husově ulici naproti hotelu International. Lidé by mohli využít hotelové parkoviště, s dalšími se do budoucna počítalo v Panenské ulici a u Janáčkova kulturního centra. Horní stanice měla být u severního bastionu před vstupem do kasemat, asi 70 metrů od vstupu do hradu. Délka trasy měla být necelých dvě stě metrů, šířka tratě 2,4 metru. Lanovka byla navržena s jediným vozem, tedy bez výhybny, varianta s dvěma vozy a výhybnou by byla o osminu ceny dražší. Vůz se měl pohybovat rychlostí asi čtyři metry za sekundu, jízdní doba by pak byla asi jedna minuta.
Dříve rada města uvažovala i o zřízení druhé lanovky na Špilberk, z Obilního trhu. Tento námět je ale u ledu, protože potřebné pozemky nepatří městu a jsou zatíženy restitucemi. Ani původní Müllerova studie tuto variantu neprefereovala, protože dolní stanice by byla méně přístupná z turistických tras městem a od horní stanice by to lidé měli dále ke vstupu do hradu.
V květnu 2010 uvedl náměstek primátora Daniel Rychnovský (KDU-ČSL), že technicky je výhodnější vedení z Údolní ulice (po severním úbočí), které odborníci navrhli jako jednu z možných variant. Dolní stanice by mohla být v proluce mezi Kanceláří Veřejného ochránce práv a blízkými činžovními domy. Výhodou je, že by lanovka byla budována v dosud nezrevitalizované části parku. Nevýhodou je větší vzdálenost od centra města. Náklady na vybudování byly v té době odhadovány na 30 až 40 milionů korun. Bývalý primátor Richard Svoboda řekl, že uvítá každé řešení, které bude ekonomicky reálné, podaří se brzy uskutečnit a propojí centrum Brna přímo se Špilberkem, a vyjádřil obavu, že ani jednu z těchto podmínek nově navrhovaná trasa beze zbytku nesplňuje.
Město zatím v květnu 2010 nemělo představu, zda by provozovatelem byl dopravní podnik, nebo jiná firma.
Náměstek Rychnovský rovněž v květnu 2010 uvedl, že město bude jednat o tom, zda by prozatím našlo peníze na dotaci mikrobusů jezdících k hradu. V úvahu podle něj připadaly dvě linky. Ředitel Dopravního podniku města Brna Bedřich Prokeš k tomu uvedl, že DPMB je schopen provozovat jakékoli dopravní prostředky, jen ne vlaky a kolotoče. Pavel Ciprian, ředitel Muzea města Brna, které má hrad ve správě, uvedl, že chce dosáhnout toho, aby tam jezdila běžná linka MHD, přičemž dobrou dopravní obslužnost si zaslouží i Pellicova ulice, ve které nic nejezdí.
Primátor Roman Onderka měl ideu lanovky na Špilberk ve svém volebním programu pro komunální volby na podzim 2010. Přestože jeho strana volby v Brně vyhrála, pro uskutečnění záměru pak nic neudělala, což Onderka zdůvodnil podmínkami dotací EU na předchozí opravy hradu. K záměru této lanovky se Onderka hlásil i před volbami v roce 2014, kdy navrhoval ještě lanovku Pisárky–Bohunice.
Podle zprávy ze srpna 2012 je nutné výstavbu nejméně o 6 let odložit, protože je z dotací Evropské unie obnovován park a podle podmínek dotace do něj po dokončení prací pět let nebude možné stavebně zasahovat. Jednání o konkrétní podobě projektu tak bylo podle primátora Onderky možno obnovit až někdy kolem roku 2018. Podle Onderky mělo být nejlepší, pokud by se pak městu podařilo najít soukromého investora.